# Z piekła rodem
Z piekła rodem (ang. From Hell) – film produkcji amerykańskiej z 2001 roku, w reżyserii braci Alberta i Allena Hughesów. Ekranizacja komiksu pt. Prosto z piekła, autorstwa Alana Moore'a i Eddiego Campbella. Głównym bohaterem jest inspektor Frederick Abberline, próbujący wytropić seryjnego mordercę londyńskich prostytutek zwanego Kubą Rozpruwaczem.
Główne role zagrali Johnny Depp, Heather Graham i Ian Holm. Zdjęcia do filmu powstały w Pradze, Kutnej Horze, a także w angielskich hrabstwach Kornwalia (wioski Crackington Haven i Boscastle) oraz Hertfordshire (Goldings Estate).

## Obsada
- Johnny Depp - Inspektor Frederick Abberline
- Heather Graham - Mary Kelly
- Ian Holm - Sir William Gull
- Ian Richardson - Inspektor policji Sir Charles Warren
- Robbie Coltrane - Sierżant Peter Godley
- Katrin Cartlidge - Dark Annie
- Susan Lynch - Liz Stride
- Bryon Fear - Robert Best
- Joanna Page - Ann Crook
- David Schofield - McQueen
- Peter Eyre - Lord Hallsham
- Samantha Spiro - Martha Tabram
- Jason Flemyng - Netley, Woźnica
- Sophia Myles - Victoria Abberline
- Danny Midwinter - Konstabl Withers
- Ian McNeice - policyjny chirurg
- Mark Dexter - Książę Edward Albert Victor
- Annabelle Apsion - Polly
- Nicholas McGaughey - Oficer Bolt
- Estelle Skornik - Ada
- Lesley Sharp - Kate Eddowes
- Paul Rhys - Dr Ferral
- Terence Harvey - Benjamin 'Ben' Kidney

## Opis
Ekranizacja komiksu o Kubie Rozpruwaczu. Inspektor Frederick Abberline jest uzależniony od opium i będąc pod wpływem środków odurzających widzi ofiary mordercy. Postanawia rozwikłać zagadkę Kuby Rozpruwacza, w czym pomaga mu jedna z prostytutek - Mary Kelly.